# Foderbeta
Foderbeta (Beta vulgaris vulgaris var. alba) är en odlad variant av arten beta som tillhör Foderbetagruppen.
Foderbetorna har en kraftig rot som till stor del utgörs av stamdelar som växt samman med roten. Skalfärgen varierar med olika sorter, de kan vara vita, gula, ljus- eller mörkröda. Vissa varianter växer med delar av roten ovan marken, vissa sorter är klotrunda medan andra mer kägelformade. Som namnet antyder har den främst använts som kreatursfoder.
Sockerbetan är utvecklad ur foderbetan. En variant av foderbeta som innehåller mer socker utan att för den sakens skull kunna kallas sockerbeta är fodersockerbetan.
Foderbetsodlingen har minskat kraftigt under 1900-talet, främst på grund av minskat antal nötkreatur. På 1920-talet omfattade foderbetsodlingen omkring 1,25 % av den svenska åkerarealen, på slutet av 1980-talet odlades endast omkring 100 hektar foderbetor.